# فرانك ريتشاردسون (لاعب كرة قدم أسترالية)
فرانك ريتشاردسون (بالإنجليزية: Frank Richardson)‏ هو لاعب كرة قدم أسترالية أسترالي، ولد في 16 نوفمبر 1897 في St Kilda, Victoria ‏ في أستراليا، وتوفي في 11 مايو 1970 في Heidelberg, Victoria ‏ في أستراليا.

## وصلات خارجية
- فرانك ريتشاردسون على موقع AustralianFootball.com (الإنجليزية)
- فرانك ريتشاردسون على موقع AFLtables.com (الإنجليزية)